# Горностаївка (селище)
Горноста́ївка — селище в Україні, адміністративний центр Горностаївської селищної громади Каховського району Херсонської області.

## Географія
Селище Горностаївка розташована за 126 км від обласного центру (автошляхом міжнародного значення М14E58), залізницею 180 км.

## Історія
Колись золотоординське місто Рохат-кермен[джерело?].
Станом на 1886 рік у селі Каїрської волості Херсонського повіту Таврійської губернії мешкало 3893 особи, налічувалось 586 дворів, існували 2 православні церкви, школа, 9 лавок, горілчаний склад, 2 рейнських погреби, 2 трактири, проходило 2 ярмарки на рік.
У 1923 році, в результаті проведення першої реформи адміністративно-територіального поділу УРСР, було утворено Херсонську округу, до якого увійшов Горностаївський район. Новоутворений район складався з Князе-Григорівської та Благовіщенської волостей.
Горностаївський район був утворений 4 січня 1965 року. Який складався з 1-го селища міського типу та 28 сіл.
17 липня 2020 року, в результаті адміністративно-територіальної реформи та ліквідації Горностаївського району, селище увійшло до складу новоутвореного Каховського району.
24 жовтня 2023 року президент України Володимир Зеленський підписав Закон України «Про порядок вирішення окремих питань адміністративно-територіального устрою України», яким населеному пункту ліквідований статус селища міського типу та набуття статусу селища

### Російсько-українська війна
Під час російського вторгнення в Україну 2022 року Горностаївка окупована російськими військами. Російська окупаційна влада знищила підйомним краном встановлений у селищі пам'ятник «До Дня незалежності України» та пам'ятний знак «Борцям за волю та незалежність України».
9 січня 2023 року нелігітимним «міністерством охорони здоров'я Херсонської області», яке було влаштовано окупантами, був виданий «наказ», в якому йдеться про остаточне закриття семи лікарень на лівобережжі Херсонщини, в тому числі і міську лікарню.

## Населення

### Мова
Розподіл населення за рідною мовою за даними перепису 2001 року:
| Мова            | Кількість | Відсоток |
| --------------- | --------- | -------- |
| українська      | 6564      | 93.78%   |
| російська       | 383       | 5.47%    |
| румунська       | 24        | 0.34%    |
| білоруська      | 9         | 0.13%    |
| вірменська      | 3         | 0.04%    |
| болгарська      | 3         | 0.04%    |
| польська        | 3         | 0.04%    |
| угорська        | 1         | 0.01%    |
| інші/не вказали | 4         | 0.15%    |
| Усього          | 6994      | 100%     |

## Природні ресурси
- Вапняки будівельного каміння — смт Горностаївка, залишки запасів 1647 тис. м³, не розробляється;
- Вапняки будівельного каміння — родовище Каїрське № 1, запаси 82 тис. м³, розробляється;
- Суглинки та глина керамічна — родовище Каїрське № 1, № 2, запаси 2639 тис. м³, не розробляється;
- Пісок, щебінь — нерозроблені, об'єм не визначено;

## Транспорт
В районі селища Горностаївка розташована пристань для барж та суден типу «річка-море». Найближча залізнична станція Заповітне (за 42,4 км).

## Пам'ятники
У селищі є пам'ятний знак жертвам Голодомору 1932—1933 років, а також пам'ятники «До дня Незалежності України» та «Героям України».

## Особистості
- Білий Денис Анатолійович (1992—2014) — старший солдат Збройних сил України, учасник російсько-української війни.
- Василевський Петро Лук'янович — капітан, герой СРСР.
- Луговець Володимир Іванович — заслужений працівник сільського господарства України[9].
- Скупейко Артем Вікторович (1995—2018) — старший матрос Збройних сил України, учасник російсько-української війни.
- Тарасенко Микола Федосійович (1939—1995) — український філософ, член-кореспондент Академії педагогічних наук України.

## Гімн Горностаївки
Авторами гімну є Олександр Григорович Філюк та Микола Миколайович Міщенко.